# Hydrochus brianbrowni
Hydrochus brianbrowni är en skalbaggsart som beskrevs av Dewanand Makhan 2005. Hydrochus brianbrowni ingår i släktet Hydrochus och familjen gyttjebaggar. Inga underarter finns listade i Catalogue of Life.